# Tanorus giluweanus
Tanorus giluweanus är en nattsländeart som beskrevs av Arturs Neboiss 1984. Tanorus giluweanus ingår i släktet Tanorus och familjen Hydrobiosidae. Inga underarter finns listade i Catalogue of Life.